# Niepasujące artefakty

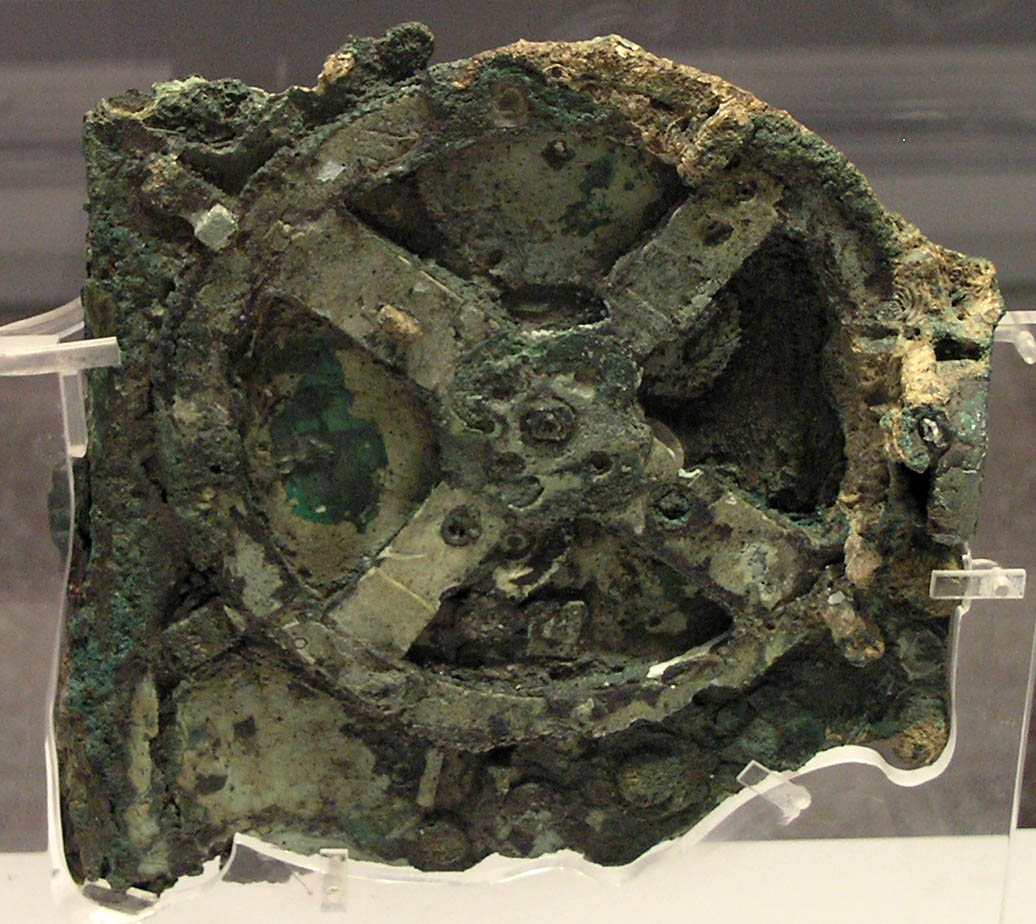
Fragment mechanizmu z Antykithiry, komputera analogowego z II wieku p.n.e. Aż do XVIII wieku nie były znane żadne urządzenia, które mogłyby dorównać mu poziomem zaawansowania.

Niepasujące artefakty (ang. out-of-place artifact) – artefakty o znaczeniu historycznym, archeologicznym lub paleontologicznym, znajdujące się w niecodziennym kontekście, który podważa konwencjonalną chronologię historyczną. Takie przedmioty mogą wydawać się „zbyt zaawansowane” dla technologii, o której wiadomo, że istniała w tamtym czasie. Inne przykłady mogą sugerować kontakty między różnymi kulturami, które trudno wytłumaczyć konwencjonalnym rozumieniem historii.
Termin jest używany często w dziedzinach uznawanych za pseudonaukowe, takich jak kryptozoologia, paleoastronautyka czy kreacjonizm młodej Ziemi. Określenie to może opisywać szeroką gamę obiektów, od anomalii badanych przez naukę głównego nurtu, przez pseudoarcheologię, po obiekty, które okazały się mistyfikacjami lub mają przyziemne wyjaśnienia.
Artefakty takie bywają przetaczane jako dowody na to, że główny nurt nauki pomija ogromne obszary wiedzy, celowo lub z powodu ignorancji. Rzekome „niepasujące artefakty” były używane do wspierania religijnych opisów prehistorii czy koncepcji zaginionych cywilizacji, które posiadały wiedzę lub technologię bardziej zaawansowaną niż ta znana w czasach współczesnych.

## Przykłady

### Niezwykłe artefakty

Żelazna Kolumna z Delhi, reprezentująca niewiarygodne umiejętności starożytnych hinduskich metalurgów

- Całun Turyński: z lewej strony widać pozytyw, z prawej natomiast przetworzony cyfrowo negatyw wizerunkuRysunek obrazujący trzy elementy zagadkowej baterii z BagdaduŻelazna Kolumna z Delhi, reprezentująca niewiarygodne umiejętności starożytnych hinduskich metalurgówMechanizm z Antykithiry: Forma mechanicznego komputera anologowego, stworzonego prawdopodobnie pomiędzy 150 a 100 p.n.e., na podstawie teorii astronomicznych i matematycznych opracowanych przez starożytnych Greków. Urządzenie reprezentuje niespotykany w czasach antycznych stopień zaawansowania technologicznego[4][5].

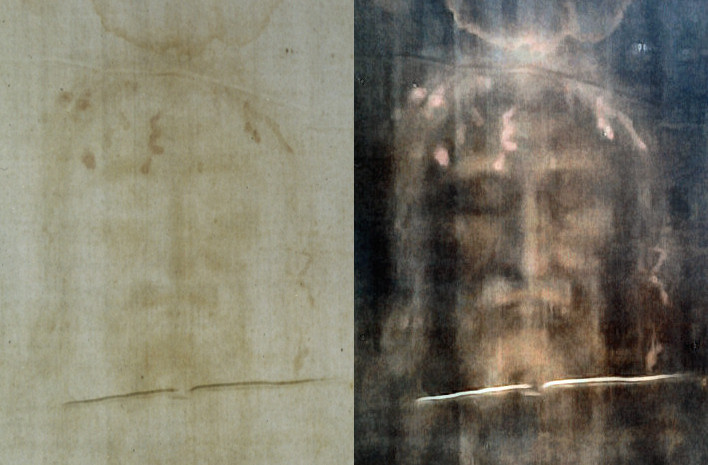
Całun Turyński: z lewej strony widać pozytyw, z prawej natomiast przetworzony cyfrowo negatyw wizerunku

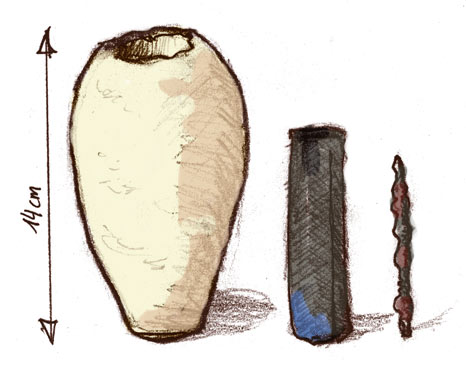
Rysunek obrazujący trzy elementy zagadkowej baterii z Bagdadu

- Moneta z Maine: Norweska moneta z XI wieku wybita za czasów panowania króla Olafa III Pokojowego, znaleziona na stanowisku archeologicznym Goddard Site, niedaleko miasta Brooklin. Ma być ona dowodem na bezpośredni kontakt między wikingami i rdzennymi Amerykanami w stanie Maine. Naukowcy głównego nurtu uważają, że przedmiot mógł zostać przywieziony do Maine z terenu Labradoru lub Nowej Fundlandii (gdzie Wikingowie założyli swoje kolonie pod koniec X wieku), poprzez rozległą sieć handlową ludności indiańskiej. Gdyby Wikingowie rzeczywiście odwiedzili obszar obecnego stanu Maine, można by się spodziewać znacznie większej liczby różnorodnych artefaktów pochodzenia wikińskiego. Z prawie 20 000 obiektów znalezionych w ciągu 15 lat badań w Goddard Site jedynym obcym artefaktem była właśnie owa moneta[6][7].
- Całun Turyński: Lniane płótno zawierające obraz, który jest znacznie bardziej wyraźny, kiedy patrzymy na niego w negatywie. Faktyczna metoda, która doprowadziła do powstania wizerunku, nie została jeszcze ostatecznie zidentyfikowana. Pierwsza znana historyczna wzmianka o całunie pochodzi z 1357. Przeprowadzone współcześnie datowanie radiowęglowe wskazało, że został on prawdopodobnie wykonany pomiędzy 1260 a 1390[8].

### Sporne interpretacje
- Bateria z Bagdadu: Ceramiczne gliniane naczynie, miedziana rurka i żelazny pręt, wykonane w Partii lub Persji z okresu panowania dynastii Sasanidów. Niektórzy (w tym również odkrywca zagadkowego przedmiotu, Wilhelm König) wysunęli hipotezę, że przedmiot mógł być używany jako ogniwo galwaniczne, chociaż nie znaleziono żadnych galwanicznych artefaktów z tej epoki[9][10][11].
- Kamień z Kensington: Kamienna płyta pokryta pismem runicznym, odnaleziona w 1898 w Kensington w stanie Minnesota. Jeśli przedmiot okazałby się autentyczny, to byłby dowodem na obecność żeglarzy skandynawskich w Ameryce Północnej w XIV wieku. Większość naukowców odrzuca tezę o autentyczność przedmiotu, jednak odkrycie nadal budzi duże kontrowersje[12].
- Sivatherium z Kisz: Figurka odnaleziona w 1928 w ruinach sumeryjskiego miasta Kisz, datowana na okres 2800–2750 p.n.e., przedstawiająca czworonożnego ssaka z rozgałęzionymi rogami oraz kolczykiem w nosie. Ze względu na kształt rogów paleontolog Edwin Harris Colbert zidentyfikował zwierzę jako przedstawiciela udomowionego Sivatherium, rodzaju, który jak sądzono wymarł na początku holocenu, tysiące lat przed powstaniem cywilizacji Sumerów. Badacze Henry Field i Berthold Laufer zamiast tego argumentowali, że przedmiot ukazuje daniela mezopotamskiego[13].
- Głowa z Tecaxic-Calixtlahuaca: Głowa z terakoty, pozornie wykonana w stylu rzymskim, znaleziona w Meksyku i datowana na okres pomiędzy 1476 a 1510. Istnieje przynajmniej kilka hipotez mających wyjaśniać pochodzenie zagadkowego obiektu[14][15].
- Żelazna Kolumna z Delhi: Wykonana z niezwykłą precyzją kolumna słynna jest ze swojej odporności na rdzę i opieraniu się procesowi korozji od prawie 1600 lat[16].
- Mapa Piri Reisa: Stworzona w 1513 mapa świata, autorstwa tureckiego admirała i kartografa Piri Reisa. Zdaniem niektórych badaczy ma ona przedstawiać wybrzeża Antarktydy, na długo przed odkryciem kontynentu w XIX wieku[17].

### Fałszerstwa i mistyfikacje
- Święte kamienie z Newark: Artefakty odnalezione w 1860 w Newark, mające być dowodem na dawne zasiedlenie kontynentu amerykańskiego przez Żydów. Współcześnie uznawane za mistyfikację[18].
- Kryształowe czaszki: Współcześnie uważane za mistyfikacje, dawniej łączone z prekolumbijskimi cywilizacjami Ameryki.
- Figurki z Acámbaro: Odnalezione w 1944, rzekome starożytne figurki, mające być dowodem na współistnienie ludzi i dinozaurów[19].
- Czaszka z Calaveras: Sfałszowane ludzkie szczątki, które miały być dowodem na fałszywość teorii ewolucji[20].
- Kamienie z Ica: Mistyfikacja naśladująca sztukę prekolumbijską, przedstawiająca ludzi obok dinozaurów[21].
- Kamień Dziesięciorga Przykazań z Los Lunas: Ważący ponad 80 ton głaz, znajdujący się z pobliżu miasta Los Lunas. Na jego powierzchni znajduje się rzekoma inskrypcja z paleohebrajskim tekstem dekalogu. Kwestia autentyczność obiektu wzbudza kontrowersje[22].
- Artefakty z Tucson: Obiekty, które Charles E. Manier i jego rodzina znaleźli w 1924 w pobliżu Picture Rocks w Arizonie. Zakładano, że zostały stworzone przez cywilizacje śródziemnomorskie, które przekroczyły Atlantyk. Obecnie są uznawane za archeologiczne oszustwo.